# Съвремен театър
Съвремѐн театър е частна пътуваща театрална трупа. Създадена и ръководена от Матей Икономов. Съществува в периода 1902-1912 г.

## История
Театъра е открит на 14 октомври 1902 г. в дъсчения цирк „България“ в София от Матей Икономов, който е директор, ръководител-режисьор и изпълнител на главните мъжки роли. През 1903-1908 г. трупата подготвя репертоара си и прави премиерите на представленията си в читалище „Искра“, Казанлък. Трупата активно пътува и изнася представления в цяла България. В програмата на театъра са включени и специални представления за ученици.

## Актьорски състав
В трупата играят актьорите Матей Икономов, Маня Икономова, която е примадона, Петър Стойчев, Стоян Бъчваров, Александър Буйнов, Кина Герджикова. След 1907 г. се присъединяват Петко Атанасов, Дочо Касабов, Манас Анастасов, Георги Донев, Иван Янев, Матьо Македонски, Никола Гандев, Георги Миятев, Любомир Золотович, Иванка Касабова, Георги Стаматов, Борис Денизов.

## Спектакли
Съвремен театър представя постановките:
- „Хамлет“ от Уилям Шекспир
- „Отело“ от Уилям Шекспир
- „Доходно място“ от Александър Островски
- „На дъното“ от Максим Горки
- „Под Игото“ от Иван Вазов
- „Борислав“ от Иван Вазов
- „Братя Карамазови“ от Фьодор Достоевски
- „В полите на Витоша“ от Пейо Яворов
- „Ревизор“ от Николай Гогол

За първи път в България се поставят пиесите:
- „Бащата“ от Аугуст Стриндберг
- „Мона Вана“ от Морис Метерлинг
- „Призраци“ от Хенрик Ибсен
- „Лес“ от Александър Островски